# Pièges à Schtroumpfs
Pièges à Schtroumpfs est la treizième histoire de la série Les Schtroumpfs de Peyo. Elle est publiée pour la première fois dans le no 1576 du journal Spirou, puis dans l'album L'Apprenti Schtroumpf en 1971.
L'histoire se déroule principalement dans la forêt et la masure de Gargamel.

## Résumé
Afin de capturer des Schtroumpfs, Gargamel a créé une série de pièges, adaptés aux points faibles des Schtroumpfs : leur curiosité, leur gourmandise, leur amour de la Schtroumpfette, leur insouciance... Il parvient ainsi à tous les capturer, excepté le Grand Schtroumpf. Celui-ci parvient à mettre au point un stratagème pour enfermer Gargamel dans un coffre et libérer tous les Schtroumpfs.

## Publication
Cet épisode est publié pour la première fois dans le no 1576 du journal Spirou, puis dans l'album L'Apprenti Schtroumpf en 1971.